# Michel Louvain
Michel Louvain (ur. 12 lipca 1937 w Thetford Mines, zm. 14 kwietnia 2021 w Montrealu) – kanadyjski piosenkarz, najbardziej popularny w latach sześćdziesiątych i siedemdziesiątych XX wieku. Nagrał wiele przebojów, a także występował jako prowadzący dla różnych programów telewizyjnych i radiowych. W 1965 roku został wybrany „Mr. Radio - TV ”, czołową osobowość show-biznesu Radia Kanada, na Gala des Artistes.
W 2015 roku został odznaczony Orderem Kanady.
Na początku kwietnia 2021 roku zdiagnozowano u niego raka przełyku. Zmarł dwa tygodnie później 14 kwietnia 2021 roku we śnie w Hôpital de Verdun w Montrealu, miał 83 lata.